# Maire (azienda)
Maire S.p.A. , precedentemente conosciuta come Maire Tecnimont, è un gruppo societario italiano attivo nel settore ingegneristico, tecnologico ed energetico, con competenze specifiche nell'impiantistica (in particolare nel settore degli idrocarburi), nella chimica verde e nello sviluppo di tecnologie per la transizione energetica.
Il gruppo è presente in circa 45 paesi, controlla circa 50 società operative e può contare su un organico di circa 9 800 dipendenti, di cui circa la metà all'estero.
La società è quotata dal novembre 2007 presso la Borsa Italiana nell'indice FTSE Italia Mid Cap.
Il presidente è Fabrizio Di Amato e nel 2022 viene nominato in qualità di AD Alessandro Bernini.

## Storia

### Origini
Fiat Engineering nacque negli anni trenta come Servizio Costruzioni e Impianti Fiat all'interno del Gruppo Fiat, destinato alla progettazione ed alla costruzione di impianti per la fabbricazione delle automobili. Successivamente ha specializzato le sue competenze nella realizzazione di impianti di cogenerazione e di energia a ciclo combinato sia in Italia che all'estero (principalmente in Medio Oriente e America Latina).
Nel 1972 il ramo d'azienda viene societarizzato e conferito nella costituenda Fiat Engineering. Infine ha esteso il suo raggio d'azione nel settore delle infrastrutture di trasporto con la progettazione di linee ferroviarie ad alta velocità e di innovativi sistemi ferroviari in sotterraneo.
Tecnimont fu fondata nel 1973 da Montedison per coniugare le competenze specialistiche delle divisioni Ingegneria e Sviluppo di Montecatini ed Edison, due grandi nomi dell'industria italiana. La Montecatini ha portato con sé l'eredità di Giulio Natta (vincitore del premio Nobel per la chimica nel 1963) e la specializzazione nella realizzazione di impianti di poliolefine. La Edison era attiva nella generazione di energia sin dalla fine del XIX secolo.

### Nascita del Gruppo Maire Tecnimont
Nel 2004 Fiat Partecipazioni ha ceduto il 70% di Fiat Engineering a Maire Holding, nata nel 1991 e di proprietà della famiglia Di Amato. Successivamente, fu rilevato anche il restante 30%, per un valore finale di 115 milioni di euro.
L'anno successivo, Edison ha venduto a Maire Holding il 100% di Tecnimont, per 180 milioni di euro.
Nasce così Maire Tecnimont, con la nomina a Presidente di Rosario Alessandrello, controllata all'80,5% da Maire Holding e, inizialmente, al 19,5% da Edison.
Nel 2007 viene nominato Presidente e AD, confermato poi in carica come Presidente anche nel 2013, Fabrizio Di Amato.

### IPO (Initial Public Offering)
Dal 2007 Maire Tecnimont è quotata sul mercato di Borsa Italiana. Nello stesso anno riceve il premio Company Awards "Value Creators" da parte di Milano Finanza.

### Acquisizioni
Nel 2008, il Gruppo ha finalizzato l'acquisizione dell'intero capitale sociale di Tecnimont ICB, società leader in India nei servizi di ingegneria, nata nel 1958 ad opera della famiglia Kapadia. Nel 1996 Tecnimont aveva già acquisito il 25% del capitale della società, raggiungendo poi nel 2000 il 50%. Questa acquisizione ha aperto nuove prospettive di crescita sul mercato asiatico, consolidando una presenza già radicata nel Paese. Il Gruppo è presente in India fin dagli anni trenta rappresentato da Tecnimont, e ha implementato a partire dagli anni settanta oltre venti impianti di fertilizzanti e quaranta unità di processo.
Sempre nel 2008, il Gruppo ha acquisito Noy Engineering con lo scopo di ampliare il suo portafoglio tecnologico. La società è specializzata nella progettazione e nella fornitura di impianti per la produzione di poliestere e resina PET, nylon e fibre acriliche.
Noy è attiva dai primi anni ottanta nei settori chimico e tessile.
Nel 2009 Maire Tecnimont, grazie all'acquisizione della Stamicarbon, ha affiancato alle tradizionali attività di EPC, la licenza di tecnologie. La società olandese è nata negli anni quaranta come società di licensor di DSM, vendendo licenze per impianti di lavaggio del carbone. Negli anni cinquanta è entrata nel settore chimico, offrendo servizi di licensing per processi di urea. Quest'ultima diventò presto la principale attività di Stamicarbon, soprattutto verso la fine degli anni ottanta, quando la DSM decise di chiudere il dipartimento di tecnologia mineraria. Stamicarbon si è affermata negli anni consolidando una leadership a livello mondiale nella progettazione e innovazione di tecnologia per la produzione urea. Grazie all'acquisizione di Stamicarbon, Maire Tecnimont si è classificata tra i finalisti per l'M&A Award 2010 di KPMG nella categoria "Miglior acquisizione estera da parte di una società italiana".
Sempre nel 2009, il Gruppo è entrato nel settore dell'energia rinnovabile con la nascita di una nuova società, Met NewEn, attiva nel settore della biomassa e dell'energia solare concentrata.
Nel 2010 Maire Tecnimont ha acquisito Technip KTI attraverso l'acquisizione della controllante Sofipart. Technip KTI, poi KT, è nata quarant'anni fa come contractor per la progettazione e realizzazione di forni per l'industria, sotto il nome di Selas Italia. Da allora la società è diventata leader mondiale nella progettazione e nella costruzione di impianti di idrogeno, ammoniaca, metanolo, etilene e impianti di zolfo. Nel 1974, Selas Italia cambiò nome in KTI (Kinetics Technology International) e venne acquisita nel 1988 dalla tedesca Mannesmann Anlagenbau. Nel 1999, entrò a far parte della Technip Italy. Grazie all'acquisizione di KT, Maire Tecnimont ha ricevuto l'M&A Award 2011 di KMPG nella categoria "Miglior acquisizione in Italia".

### Nascita di Tecnimont Civil Construction
Nella prima metà del 2011, Maire Tecnimont ha creato una nuova società Tecnimont Civil Construction, con l'obiettivo di valorizzare le attività di business nel settore delle infrastrutture. L'obiettivo è potenziare sinergicamente le competenze del Gruppo nel settore delle infrastrutture e dell'ingegneria civile, migliorandone la performance e la redditività.

### Digitalizzazione e chimica verde
Dal 2016 Maire Tecnimont ha avviato una nuova fase orientata alla trasformazione digitale dei suoi processi produttivi e all'apertura verso nuovi business come le energie rinnovabili e la chimica verde.
Maire Tecnimont, in linea con questo nuovo orientamento del business, ha creato nel novembre 2018 NextChem, società del Gruppo con cui gestire i progetti di chimica verde e finalizzati alla transizione energetica. Tra questi la realizzazione di impianti per il riciclo meccanico della plastica, come quello di Bedizzole.
A luglio 2019, Stamicarbon, società del Gruppo Maire Tecnimont, ha acquisito l'olandese Protomation, attiva nell'information technology, al fine di portare avanti il processo di digitalizzazione del business.

### Cambiamento nome del Gruppo
Ad aprile 2024, il nome del gruppo societario diventa Maire S.p.A.

## Struttura del Gruppo
Il Gruppo Maire è ripartito in tre aree:

### Idrocarburi
- Tecnimont – Main Contractor per progetti complessi in ambito di idrocarburi, industria petrolchimica e fertilizzanti, con una quota di mercato del 50% negli impianti di polietilene a bassa densità e del 30% in quelli di poliolefine.[41]
- KT – Kinetics Technology – Contractor di Process Engineering.
- Stamicarbon – società specializzata in licenze e nella gestione della proprietà intellettuale, leader sul mercato mondiale nel campo della tecnologia dell'urea con una quota di mercato del 54%.[41]
- Met Gas Processing Technologies.

### Chimica verde e Rinnovabili
- Neosia Renewables – società specializzata nella progettazione e realizzazione di impianti per energie rinnovabili.
- NextChem – divisione dedicata alla gestione delle iniziative di chimica verde e per la transizione energetica.[7]

### Sviluppo di nuovi progetti di business
- Met Development – divisione dedicata al supporto delle altre società del Gruppo nella stipula di nuovi contratti sia a livello tecnico che finanziario.

## Principali sedi nel mondo
Il gruppo opera in circa 45 paesi del mondo. Le sedi e i centri di ingegneria principali si trovano a:
- Milano,  Italia
- Roma,  Italia
- Mumbai,  India
- Salzgitter,  Germania

## Risultati finanziari
| Esercizio | Ricavi (milioni di €) | EBITDA (milioni di €) | EBIT (milioni di €) | Utile di Gruppo (milioni di €) |
| --------- | --------------------- | --------------------- | ------------------- | ------------------------------ |
| 2024      | 5.900,0               | 386,4                 | 321,6               | 212,4                          |
| 2023      | 4.259,5               | 274,4                 | 216,5               | 129,5                          |
| 2022      | 3.463,7               | 209,3                 | 158                 | 90,4                           |
| 2021      | 2.864,8               | 173,3                 | 130                 | 80,5                           |
| 2020      | 2.630,8               | 172,2                 | 123,7               | 54,2                           |
| 2019      | 3.338,4               | 235,6                 | 185,7               | 113,0                          |
| 2018      | 3.646,6               | 205,7                 | 185,5               | 110,6                          |
| 2017      | 3.524,3               | 193,5                 | 183,5               | 118,7                          |

## Azionariato
L'azionariato comunicato alla CONSOB è il seguente:
- Yousif Mohamed Ali Nasser Al Nowais: 4,00%
- GLV Capital S.p.A.: 51,02%
- Altri azionisti: 44,98%